# Ívás
Az ívás (vagy halívás) a halak közösülése, amely általában a víz közvetítésével történik olyformán, hogy a nőstény petéit a vízbe ereszti, az utána úszó hím pedig a petékre fecskendezi a termékenyítő folyadékot.

## Az ívási időszak
Az ívás rendesen tavasszal történik, ritkábban nyáron s még ritkábban télen. Tartama igen különböző, sokszor hetekig is eltart.

## Az ívóhely
Az ívóhely  az ivarérett halak csoportosan vagy párosan felkeresett szaporodási helye, ahol az ívási felület és az ívási feltételek rendelkezésre állnak a szaporodáshoz A legtöbb hal az ívás végzésére alkalmas ívóhelyeket keres fel s ez okból kisebb nagyobb vándorutat tesz meg. A halak ilyen  alkalommal nagyobb csoportokba verődnek össze. Számos tengeri hal az ívás idején a folyamokba húzódik fel. A halak ilyenkor hatalmas távolságokat úsznak keresztül. A lazacok a tengerből a folyók forrásvidékéig hatolnak fel és pl. a nagy oroszországi folyamokban ilyen módon sok ezer-kilométeres utakat tesznek meg. Az angolna viszont fordítva, az európai folyókból az Atlanti-óceán túlsó felére vonul ívni. Az ilyen vándorút természetesen hónapokig tart és a kifejtett átlagos sebesség nem valami nagy, az angolnáé pl. 13 km naponta.